# Taccuino di Germano Facetti
(Germano Facetti in P. Crepet, "La ragione dei sentimenti", Einaudi, Torino, 2004, p. 128)

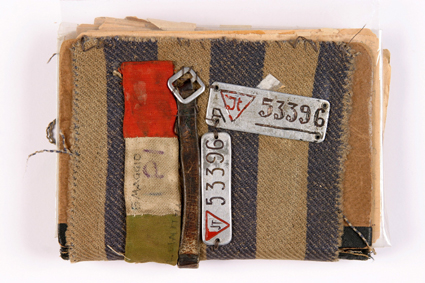
Copertina del taccuino rilegata con la casacca del deportato

Il taccuino di Germano Facetti è una raccolta di documenti, testi e fotografie, che si riferiscono al periodo in cui Facetti rimase prigioniero nel campo di concentramento di Gusen, sottocampo di Mauthausen.
Facetti era stato arrestato nell'autunno del 1943, quando aveva solo diciassette anni, a Milano come membro armato della Resistenza; venne deportato a Mauthausen e arrivò a Gusen alla fine di febbraio del 1944. Dopo un periodo ai lavori manuali, Germano ottenne un lavoro di controllore statistico presso l'ufficio delle officine Steyr-Daimler Puchnel. Intanto era arrivato al campo anche Lodovico Barbiano di Belgiojoso (Lodo), architetto dello studio BBPR, con il quale Germano strinse una profonda amicizia e che gli offrì l'esempio di una coraggiosa resistenza al sistema concentrazionario attraverso lo strumento dell'arte.

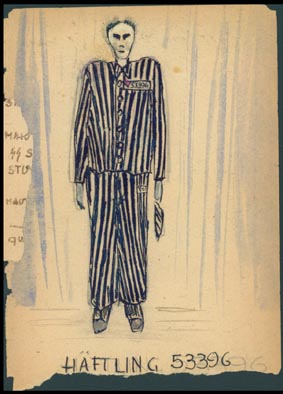
Disegno contenuto nel taccuino. Rappresenta Germano Facetti con i vestiti da prigioniero e riporta il numero di matricola: 53396

Il Taccuino (14x10 cm), rilegato con filo di rame, ha la copertina fatta con il tessuto dell'uniforme da deportato, su cui è stato cucito il braccialetto con il numero di matricola del prigioniero.
I documenti contenuti nel Taccuino sono: 
- disegni di Belgiojoso e Facetti (forse copie dei disegni del primo);
- fotografie (originali o tratte da riviste, da giornali o da archivi tedeschi);
- brani di poesie di Belgiojoso;
- liste di nomi di deportati e relativi indirizzi;
- una mappa delle baracche del lager;
- un foglio di inventario dei prodotti bellici prodotti nel campo.

La maggior parte di questo materiale è stato probabilmente raccolto da Facetti nel periodo che intercorre tra la liberazione dal campo e il ritorno in Italia, quindi tra il maggio e il giugno del 1945; ulteriori modifiche furono invece apportate successivamente, come l'aggiunta delle fotografie che riguardano altri campi di concentramento e i ritagli di riviste.
Nei disegni, che sono i documenti più rappresentativi del Taccuino, vengono mostrati i luoghi (dal cancello d'entrata allo spazio d'appello, dalle reti di filo spinato alle cave di granito e al crematorio) e i momenti della vita dei deportati del campo (la coda per la distribuzione della minestra, il rito del lavatoio, il lavoro nelle cave, il trasporto dei cadaveri). Queste opere, insieme alle fotografie e agli altri documenti d'archivio salvati dalla distruzione, sono il frutto della volontà di Facetti di far conoscere la realtà incredibile del Lager, vera e propria "fabbrica" dell'odio.
Conservato dall'autore per più di quarant'anni in una scatola, il Taccuino di Facetti è stato "svelato" al pubblico la prima volta nel film di Tony West, The Yellow Box. A Short History of Hate del 1998, poi nella video-intervista a Germano Facetti e Aurelio Sioli Antiutopia. Mauthausen-Gusen 1944-1945, prodotta da Paolo Ranieri e Vinicio Bordin nel 2006, e quindi come oggetto della mostra Non mi avrete. Disegni da Mauthausen e Gusen allestita nel 2006 nella Palazzina delle Arti di la Spezia da Marzia Ratti e Luigi Piarulli.
Attualmente il Taccuino è conservato presso l'archivio dell'Istituto piemontese per la storia della Resistenza e della società contemporanea "Giorgio Agosti", insieme al resto del fondo Facetti.

### Filmografia
- The Yellow Box. A Short History of Hate (1998), regia di Tony West.
- Antiutopia. Mauthausen-Gusen 1944-1945 (2006), regia di Paolo Ranieri.